# Musetta (danza)

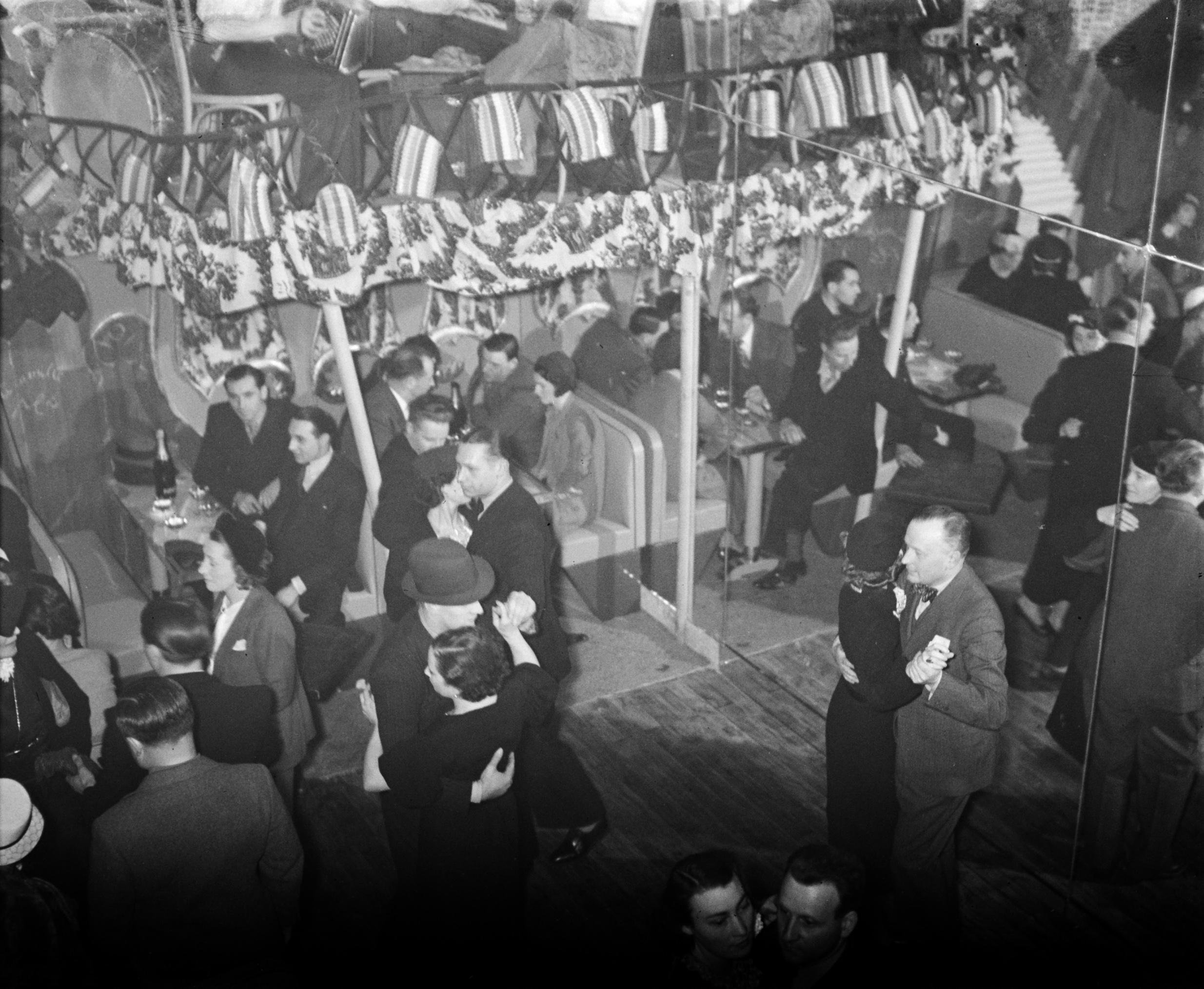
Il Balajo in Rue de Lappe dove si suonava e si ballava la musette

La musetta è una danza di carattere tipicamente pastorale, in tempo binario oppure ternario, di andamento moderato.

## Storia
Originaria dell'Alvernia, divenne ben presto in voga nella società francese del Settecento, entrando a fare parte della suite strumentale barocca, pur mantenendo il suo carattere danzante e spesso alternandosi alla gavotta. La danza è costruita su un pedale di tonica oppure di dominante, che richiama il genere di musica eseguito sullo strumento da cui prende il nome (la musette de cour).

## Esempi

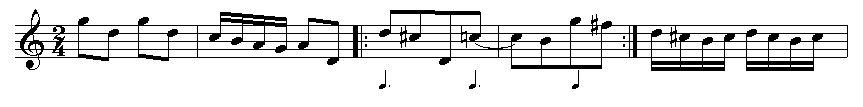
Estratto della Musetta contenuta nel Notebüchlein für Anna Magdalena Bach di Johann Sebastian Bach.

Alcuni celebri musicisti hanno inserito la Musetta all'interno delle loro opere.
- Johann Sebastian Bach (nella Suite inglese n. 3 come VII movimento)
- Johann Sebastian Bach (nella raccolta del Notebüchlein für Anna Magdalena Bach)
- Georg Friedrich Händel (nella Ouverture dell'opera Alcina)
- Wolfgang Amadeus Mozart (nell'opera Bastien und Bastienne come annuncio dell'arrivo del mago Colas)